# Mer d'Amundsen
Pour les articles homonymes, voir Amundsen.
 (août 2013).
Si vous disposez d'ouvrages ou d'articles de référence ou si vous connaissez des sites web de qualité traitant du thème abordé ici, merci de compléter l'article en donnant les références utiles à sa vérifiabilité et en les liant à la section « Notes et références ».
La mer d'Amundsen est située dans l'océan Pacifique sud. 
Située à l'ouest de la mer de Bellingshausen et à l'est de la mer de Ross, elle longe la terre Marie Byrd, sur la côte ouest de l'Antarctique. Elle est délimitée à l'ouest par le cap Dart et à l'est par l'île Thurston. La mer d'Amundsen est recouverte la plupart du temps par la banquise.
Elle tient son nom du capitaine et explorateur norvégien Roald Amundsen qui l'a traversé en février 1929 lors de son expédition dans l'Antarctique de 1928-1929.